# شاتسویل (آلاباما)
شاتسویل (به انگلیسی: Shottsville) یک منطقهٔ مسکونی در ایالات متحده آمریکا است که در شهرستان ماریون، آلاباما واقع شده‌است. شاتسویل ۱۴۹٫۰۵ متر بالاتر از سطح دریا واقع شده‌است.